# Chernobylite
Chernobylite — научно-фантастическая компьютерная игра в жанре survival horror, разработанная и изданная польской компанией The Farm 51. Анонс состоялся 30 апреля 2018 года. Выход в стадии раннего доступа через интернет-сервис цифровой дистрибуции Steam состоялся 16 октября 2019 года. Полноценный выпуск был запланирован на начало 2021 года для Windows, PlayStation 4, Xbox One, PlayStation 5 и Xbox Series X/S, но отложен на второй квартал. 23 апреля 2021 года, после обнародования крупного обновления, стало известно, что Chernobylite будет полностью доступна на Windows, PlayStation 4 и Xbox One в июле. 28 июля 2021 года игра покинула ранний доступ и вышла на Windows. 1 июня 2024 года состоялся релиз полного издания со всеми ранее выпущенными обновлениями. 13 декабря 2024 года Chernobylite: Complete Edition была выпущена на Nintendo Switch.
Действие разворачивается в Чернобыльской зоне отчуждения, где цель игрока состоит в том, чтобы исследовать местность и найти возлюбленную главного героя в радиоактивных пустошах.

## Сюжет и игровой процесс
Игрок выступает в роли физика Игоря Химинюка, ранее работавшего на Чернобыльской атомной станции, страдающего от потери близкого человека в катастрофе 30 лет назад, который возвращается в зону бедствия, чтобы найти свою невесту Татьяну Амалиеву. Большая часть однопользовательского геймплея вращается вокруг изучения Зоны отчуждения, сбора материалов и инструментов при столкновении со сталкерами и враждебным военным персоналом. Игрок также вынужден принимать решения, которые влияют на нелинейную сюжетную линию. Найденные ресурсы позволяют создавать собственное оборудование и оружие. Любой персонаж может умереть, и каждая задача может быть провалена. Глубоко в загрязнённой окружающей среде также находятся сверхъестественные угрозы, вызванные кристаллическим и крайне радиоактивным силикатом циркония с высоким содержанием урана (от 6 до 12 %) — «чернобылитом», созданным последствиями ядерного взрыва.
Перед протагонистом встанет выбор — быть на стороне героев или «крыс». Неизвестный «Чёрный сталкер» требует от Игоря вернуться домой и забыть об этом месте.
Также существует альтернативная концовка в начале, когда отряд движется к подземельям, игрок может уйти и вернуться к машине. В этот момент можно покинуть Зону. Если ответить «да», Игорь скажет, что с него довольно и он возвращается в Англию.
Игровой мир разделён на пять основных, небольших по размеру локаций («Око Москвы» — советская радиолокационная станция «Дуга», Рыжий лес, порт Припяти, село Копачи и центр Припяти), которые зависят от смены погоды, времени суток и влияния действий игрока на природу Зоны. Кроме того, есть две дополнительные карты: жилой квартал Припяти и градирни. Игроку также предстоит обустраивать базу, находя баланс между функциональностью, безопасностью и комфортом.
По ходу игры герой получает очки опыта, позволяющие перенимать у соратников их уникальные умения, для чего необходимо пройти тест.
В игре существуют различные виды огнестрельного оружия, составные части которого можно модифицировать.

## Разработка и выпуск
| Системные требования | Системные требования                                      | Системные требования                                      |
| -------------------- | --------------------------------------------------------- | --------------------------------------------------------- |
|                      | Минимальные                                               | Рекомендуемые                                             |
| Microsoft Windows    |                                                           |                                                           |
| ОС                   | Windows 10 (x64)                                          | Windows 10 (x64)                                          |
| ЦПУ                  | Intel Core i5-2500K 3.3 ГГц                               | Intel Core i7 4790k 4.4 ГГц                               |
| Объём ОЗУ            | 8 ГБ                                                      | 16 ГБ                                                     |
| Место на диске       | 40 ГБ свободного дискового пространства                   | 40 ГБ свободного дискового пространства                   |
| Видеокарта           | Geforce GTX 560 или AMD Radeon R7 260                     | Geforce GTX 970 или AMD Radeon RX 480                     |
| Звуковая плата       | совместимые версии DirectX 11.0                           | совместимые версии DirectX 11.0                           |
| Сеть                 | широкополосное подключение к интернету                    | широкополосное подключение к интернету                    |
| Устройства ввода     | клавиатура, компьютерная мышь, геймпад (полная поддержка) | клавиатура, компьютерная мышь, геймпад (полная поддержка) |

Карта игры создана на основе трёхмерного сканирования и воссоздания Чернобыльской Зоны отчуждения на территории Украины.
The Farm 51 запустила краудфандинговую кампанию на Kickstarter, чтобы финансировать разработку и создавать больше игровых локаций и контента. Первоначальная цель составляла $100,000, в итоге было собрано $206,671. Подписчики получили демо-версию с 1—2 часами предварительного игрового процесса.
Перед выставкой Gamescom 2019 был представлен тизер игры, на самом мероприятии показан трейлер, где события прошлого чередуются с настоящим. Демовидео игрового процесса отсылало к популярным сериям S.T.A.L.K.E.R. и Metro.
16 октября 2019 года Chernobylite появился в раннем доступе Steam. По данным DSOGaming, игра не могла обеспечить 60 кадров в секунду при разрешении 4K с видеокартой RTX 2080 Ti, процессором Intel Core i9-9900K и 16 Гб оперативной памяти DDR4 на частоте 3600 МГц. Поэтому предстояла работа над оптимизацией.
Локация «Рыжий лес» была выпущена 20 декабря. Дополнением стала также новая сюжетная история. 5 февраля 2020 года разработчики объявили о выходе большого обновления «Старый друг». В связи с пандемией COVID-19, сотрудники компании перешли на удалённую работу, поэтому следующая часть «Истина», где доступен центр Припяти, анонсирована на лето 2020 года. 26 мая вышла «Паутина лжи», также добавлена поддержка DirectX 12 и FidelityFX для повышения чёткости графики. 26 июня был обнародован уровень «Чёрный сталкер». 4 сентября — «Истина» с локацией «Тюрьма», где проводились незаконные эксперименты. 29 октября — «Женщина в красном платье» (судьба Татьяны).
30 октября 2020 года издательство All in! Games объявило о сотрудничестве с The Farm 51 и выпуске Chernobylite на PlayStation 4, Xbox One, а также PlayStation 5 и Xbox Series X/S. Поскольку сроки выпуска сдвинулись, то игра получит дополнения, усовершенствования и профессиональное озвучивание на русском и английском языках. 10 апреля 2021 года The Farm 51 выпустила новое видео Chernobylite Lore об истории и мифологии. 5 июня 2021 года появился сюжетный трейлер, посвящённый невесте главного героя Татьяне. Трейлер игрового процесса был показан 11 июня на IGN Expo 2021. 29 июня создатели продемонстрировали кафе «Припять» в игре и реальности, 7 июля — базу отдыха «Изумрудное», расположенную недалеко от села Лелёв и ЧАЭС, а 9 июля — РЛС «Дуга».
22 июля 2021 года студия The Farm 51 объявила, что выпуск игры на платформах PS4 и Xbox One состоится 7 сентября 2021 года. 25 августа появились сведения о переносе на 28 сентября 2021 года. 27 августа 2021 года на выставке Gamescom был показан трейлер «Свадебная клятва Татьяны».
3 августа 2021 года правление компании в финансовом отчёте сообщило, что затраты на разработку Chernobylite окупились и было продано более 200 тысяч копий.
Создатели также сообщили о выпуске шести дополнений, включающих новые миссии, монстров, оружие и режимы игры. В частности, 27 октября 2021 года — Monster Hunt (охота на трёх новых монстров), 21 декабря 2021 года — «Город-призрак» (карта «Жилой квартал Припяти»). Далее появились четыре дополнения: Blue Flames (21 апреля 2022 года) — события Memory of You, оружие Silent Assassin, Chernobylite: Enhanced Edition; «Рыжие деревья» (22 июня 2022 года) — сюжетные задания «Призраки прошлого»; Green Walls (25 октября 2022 года) — режим «Врата безумия», оружие Brute Force, карта «Градирни»; Black Smoke — события Farewell, My Doll, режим Brothers in Arms. Для этого разработчики ещё раз посетили Зону отчуждения, сняв новые фото и видеоматериалы.
Разработчики в начале февраля 2022 года объявили дату выхода игры на PlayStation 5 и Xbox Series X/S 21 апреля 2022 года. 21 марта 2022 года The Farm 51 выпустили дополнение Charity Pack для поддержки пострадавших от войны на Украине: четверо обоев, два плаката и благодарственную открытку от студии. 21 апреля 2022 года появились обещанные версии на консолях и Enhanced Edition для Windows. Однако создатели остались недовольны трассировкой лучей на Xbox Series S, причина кроется в самой консоли: приходится жертвовать частотой кадров и качеством, отражения легко сделать, а каустику воды — нет. Digital Foundry в ходе анализа производительности рейтрейсинга заметила, что PlayStation 5 показывает хорошие результаты (разрешение 1512p для достижения 30 кадров в секунду), но хуже, чем ПК.
28 июля 2022 года, в годовщину выпуска, был представлен рассказ «Короткая история Chernobylite: Прибытие», посвящённый спутнику Игоря — Сашко и его появлению в Зоне отчуждения. Также вышло обновление с поддержкой технологии AMD FSR 2.0.
В начале июля 2023 года разработчики сообщили, что релиз последнего дополнения Black Smoke отложен, дата выпуска не была определена. Позже стало известно, что Chernobylite: Complete Edition запланирована на второй квартал 2024 года, полное издание стало доступным в июне.

### Продолжение
В декабре 2023 года The Farm 51 анонсировала разработку постапокалиптической ролевой игры под кодовым названием Charnobyfull, действие происходит во вселенной Chernobylite. 12 августа 2024 года был показан первый трейлер Chernobylite 2: Exclusion Zone, которая является сиквелом игры 2021 года и планируется к выпуску в 2025 году на персональных компьютерах и консолях. Ранний доступ в Steam состоялся 6 марта 2025 года, эта версия получила смешанные отзывы и подверглась критике за технические проблемы и политический подтекст. После низких продаж компания уволила 15 из более 50 сотрудников, участвовавших в разработке. Ввиду обстоятельств, в частности, невозможности «уверенно следовать» первоначальным планам, было принято решение сократить объём выпускаемых обновлений.

## Отзывы
| Сводный рейтинг       | Сводный рейтинг                                                   |
| Агрегатор             | Оценка                                                            |
| --------------------- | ----------------------------------------------------------------- |
| Metacritic            | 75/100 (PC) 60/100 (PS4) 78/100 (PS5) 82/100 (XONE) 71/100 (XSXS) |
| OpenCritic            | 76/100                                                            |
| «Критиканство»        | 68/100                                                            |
| Иноязычные издания    |                                                                   |
| Издание               | Оценка                                                            |
| Eurogamer             | «Рекомендовано»                                                   |
| Gameblog              | 8/10                                                              |
| GameStar              | 80/100                                                            |
| Hardcore Gamer        | 4/5                                                               |
| Jeuxvideo.com         | 14/20                                                             |
| NME                   | [ 79 ]                                                            |
| PC Gamer (US)         | 78/100                                                            |
| Push Square           | 8/10                                                              |
| RPGamer               | 3/5                                                               |
| RPGFan                | 88/100                                                            |
| Русскоязычные издания |                                                                   |
| Издание               | Оценка                                                            |
| GameMAG.ru            | 7/10                                                              |
| Riot Pixels           | 60 %                                                              |
| StopGame.ru           | «Похвально»                                                       |
| «Игромания»           | [ 86 ]                                                            |
| «Игры Mail.ru»        | 7,0/10                                                            |

Версия, опубликованная в раннем доступе, получила неоднозначные отклики. Иван Афанасьев из «Игромании» в рубрике «Прямым текстом» назвал Chernobylite «„Сталкером“ недоделанным», сырой заготовкой, которую лучше не покупать. Это кажется смешной попыткой использовать ажиотаж вокруг мини-сериала «Чернобыль». Миссии обустроены как в Fallout 4. Действия всегда сводятся к формуле «приди — забери/убей/укради — уходи». Локации однообразны, и в них нет ничего интересного. Атмосфера выживания отсутствует. Множество багов, низкокачественная анимация персонажей, плохая оптимизация с падением до 5-6 кадров/с и посредственное озвучивание не улучшают ситуацию. Игру также обвинили в русофобии за фразу главного героя «уж с русскими-то я справлюсь».
Полная версия в общем была удостоена смешанных оценок критиков. Chernobylite, достаточно средняя по исполнению игра, содержит элементы survival horror, фильма категории B, выпусков Telltale Games, стелса, шутера от первого лица и вышла как раз во время ожидания S.T.A.L.K.E.R. 2: Heart of Chornobyl. Финальный штурм АЭС напоминает задание из Mass Effect 2. Среди плюсов были отмечены графика и атмосфера, в минусах — сбор ресурсов, а не артефактов, однообразие и небольшие локации. Eurogamer считает, что Chernobylite имеет больше общего с Metal Gear Solid V: The Phantom Pain — полуоткрытый мир, разделённый на несколько часто посещаемых локаций, изменяющиеся со временем окружение и враги, связанный со строительством базы игровой процесс. Это одновременно самая интересная особенность и источник всех недостатков. Когда игроки проходят по тщательно воссозданным коридорам и реакторному залу станции, показаны воспоминания о той роковой ночи, отсылающие к сериалу 2019 года. Примечательно, что главного героя озвучил Александр Вилков (голос Стрелка и группировки «Долг» из S.T.A.L.K.E.R.). Чёрный сталкер выполняет роль Мистера Икс или Немезиса, но напугать способен только в начале игры, поскольку от него можно спрятаться, а после нескольких точных попаданий он уходит. «Пыльники» выглядят как лицехваты из «Чужих». Игорь видит воспоминания, его невеста часто появляется и исчезает, но потом другой персонаж скажет, что тоже встречал Татьяну, которая просила передать — не стоит её искать, потому что она мертва. Это похоже на некоторые сцены из «Соляриса» Тарковского. Диалоги также содержат отсылки к «Безумному Максу», полковнику Курцу из «Апокалипсиса сегодня», сериалу «Во все тяжкие». В игре не хватает аномалий и изменения пространства, как в «Сталкере» или «Пикнике на обочине».
Chernobylite стала лучшей инди-игрой 2021 года по результатам голосования пользователей сайта Indie DB.